# Witte meidoornkokermot
De witte meidoornkokermot (Coleophora anatipenella) is een vlinder uit de familie kokermotten (Coleophoridae). De wetenschappelijke naam is voor het eerst geldig gepubliceerd in 1796 door Hübner.
De soort komt voor in Europa.